# Јаворове стене
Јаворове стене је место на крају полуострва Поморија.
Место носи ово име из XX века због чињенице да је песник Пејо Јаворов био послат као телеграфиста у Поморије 1899-1900. године и волео да буде сам на бајковитом месту посматрајући море за своју музу — стихове. Место је историјско. Управо ту се налазила палата Михала Кантакузина Шејтаноглуа. 

## Алузија
Војвода Пејо Јаворов улази у бугарско памћење својом чувеном фразом у припрати цркве Свете Тројице у Банском: „Браћо, баците фесове! Од данас сте слободни Бугари.”
Фраза је изговорена 5. октобра 1912. године, на почетку Балканског рата. Алузија је на „згоду у лепо време” када су јаничари побијени и сахрањени у Београдској шуми. 